# НХЛ в сезоне 1967/1968

## События
- 15 мая 1967 года. Фил Эспозито, Кен Ходж и Фрэд Стэнфил были обменяны из «Чикаго» в «Бостон» на Гиллеса Маротта, Пита Мартина и вратаря Жака Норриса.
- 5 июня 1967 года. «Питтсбург Пингвинз», «Миннесота Норт Старс», «Филадельфия Флайерз», «Лос-Анджелес Кингз», «Окленд Силс» и «Сент-Луис Блюз» были официально включены в НХЛ.
- 8 июня 1967 года. «Лос-Анджелес Кингз» обменяли Кена Блока в «Торонто» на ветерана Рэда Келли, который затем объявил о завершении своей карьеры и стал первым старшим тренером в истории «Кингз».
- 18 октября 1967 года. Новичок «Канадиенс» Жак Лемер забросил свою первую шайбу в карьере в матче «Монреаль Канадиенс» — «НЙ Рейнджерс» 2:2.
- 20 ноября 1967 года. Скотти Боумэн был назначен старшим тренером «Сент-Луис Блюз».
- 7 декабря 1967 года. Забросив две шайбы в матче «Бостон Брюинз» — «НЙ Рейнджерс» 3:1, Джон Бюсик стал самым результативным хоккеистом в истории «Брюинз» с 576 очками. До него рекорд принадлежал Милту Шмидту.
- 15 января 1968 года. Билл Мастертон из «Миннесоты» скончался через два дня после получения травмы мозга во время матча против «Окленда».
- 24 февраля 1968 года. Гарри Унгер провел первую игру в серии, в которой он сыграл 914 матчей подряд (почти 11 сезонов).

## Регулярный сезон

### Обзор
Заплатив по $2 миллиона долларов вступительного взноса сразу шесть команд влились в НХЛ. 6 июня 1967 года был проведён драфт для клубов-новичков, которые укомплектовали свои составы и были включены в Западный дивизионы. Команды «оригинальной шестёрки» составили Восточной дивизион.
Многие хоккеисты-ветераны сменили свои прописки в результате входного драфта. Голкипер Гленн Холл попал в «Сент-Луис Блюз», Терри Савчука выбрал «Лос-Анджелес Кингз». Защитники Боб Баун и Кент Дуглас стали игроками «Калифорния Силс».
Первый матч между клубом «оригинальной шестёрки» и клубом-новичком состоялся в день открытия сезона — «Монреаль Канадиенс» обыграли «Питтсбург Пингвинз» 2:1.
По ходу сезона новички выиграли 40 игр у «оригинальной шестёрки», при 18 ничьих и 86 поражениях.
В Западной конференции победили «Монреаль Канадиэнс», второе место заняли «НЙ Рейнджерс», показавшие результаты +17=3-4 против команд с Востока. «Торонто Мэйпл Лифс» впервые за десятилетие не пробились в плей-офф во многом из-за неудачной игры против новых клубов +10=3-11.
«Бостон Брюинз» с Филом Эспозито, ставшим вторым в НХЛ с 84 очками, и Бобби Орром, выигравшим свой первый титул лучшего защитника лиги, стали третьими.
Лучшими среди команд-новичков, которым довольно трудно давались голы, стали «Филадельфия Флайерз».
В финале плей-оффа, который прошёл по новой формуле, «Монреаль Канадиенс» обыграли «Сент-Луис Блюз» в четырёх матчах, хотя в двух играх для победы им потребовалось дополнительное время.
Расширение лиги оказалось довольно успешным, но сезон омрачила смерть хоккеиста «Миннесоты Норт Старс» Билла Мастертона, скончавшегося после полученной травмы головы во время матча регулярного чемпионата.

### Турнирная таблица
| #                  | Команда              | Игр | В  | Н  | П  | ШЗ  | ШП  | Очки |
| ------------------ | -------------------- | --- | -- | -- | -- | --- | --- | ---- |
| Восточный дивизион |                      |     |    |    |    |     |     |      |
| 1                  | Монреаль Канадиенс   | 74  | 42 | 10 | 22 | 236 | 167 | 94   |
| 2                  | Нью-Йорк Рейнджерс   | 74  | 39 | 12 | 23 | 226 | 183 | 90   |
| 3                  | Бостон Брюинз        | 74  | 37 | 10 | 27 | 259 | 216 | 84   |
| 4                  | Чикаго Блэкхокс      | 74  | 32 | 16 | 26 | 212 | 222 | 80   |
| 5                  | Торонто Мэйпл Лифс   | 74  | 33 | 10 | 31 | 209 | 176 | 76   |
| 6                  | Детройт Рэд Уингз    | 74  | 27 | 12 | 35 | 245 | 257 | 66   |
| Западный дивизион  |                      |     |    |    |    |     |     |      |
| 1                  | Филадельфия Флайерз  | 74  | 31 | 11 | 32 | 173 | 179 | 73   |
| 2                  | Лос-Анджелес Кингз   | 74  | 31 | 10 | 33 | 200 | 224 | 72   |
| 3                  | Сент-Луис Блюз       | 74  | 27 | 16 | 31 | 177 | 191 | 70   |
| 4                  | Миннесота Норт Старс | 74  | 27 | 15 | 32 | 191 | 226 | 69   |
| 5                  | Питтсбург Пингвинз   | 74  | 27 | 13 | 34 | 195 | 216 | 67   |
| 6                  | Окленд Силс          | 74  | 15 | 17 | 42 | 153 | 219 | 47   |

## Плей-офф

### Обзор
Ввиду увеличения НХЛ до 12 команд, плей-офф Кубка Стэнли начался с четвертьфиналов, в которых встречались команды одних дивизионов.
Среди команд-новичков лучшим стали «Сент-Луис Блюз», которые в упорной борьбе одолели в семи играх сначала «Филадельфию», а затем в полуфинале, также в семи матчах «Миннесоту».
Из команд «оригинальной шестерки» в финал пробились «Монреаль Канадиенс», но на это им потребовалось провести в сумме лишь девять поединков.
В решающей серии «Блюз», имевшие в своих рядах несколько опытных ветеранов, таких как вратарь Гленн Холл, защитник Дуг Харви и нападающий Дики Мор, боролись с «Канадиенс» изо всех сил, но все же уступили в четырёх матчах подряд, проиграв каждый из них с минимальным счетом.
В четвёртом поединке, при счете 2:2, последний гол в серии забил форвард «Монреаля» Жан-Клод Трамбле.
Обладателем Конн Смайт Трофи стал голкипер «Сент-Луис Блюз» Гленн Холл, а самым результативным игроком плей-оффа оказался Билл Голдсуорти из «Миннесоты» — 15 очков (8+7) в 14 играх.

### ¼ финала
| - 4 апреля. Филадельфия — Ст. Луис 0:1 - 6 апреля. Филадельфия — Ст. Луис 4:3 - 10 апреля. Ст. Луис — Филадельфия 3:2 2ОТ - 11 апреля. Ст. Луис — Филадельфия 5:2 - 13 апреля. Филадельфия — Ст. Луис 6:1 - 16 апреля. Ст. Луис — Филадельфия 1:2 2ОТ - 18 апреля. Филадельфия — Ст. Луис 1:3 Итог серии: Филадельфия — Ст. Луис 3-4 | - 4 апреля. Монреаль — Бостон 2:1 - 6 апреля. Монреаль — Бостон 5:3 - 9 апреля. Бостон — Монреаль 2:5 - 11 апреля. Бостон — Монреаль 2:3 Итог серии: Монреаль — Бостон 4-0 |
| - 4 апреля. НЙ Рейнджерс — Чикаго 3:1 - 9 апреля. НЙ Рейнджерс — Чикаго 2:1 - 11 апреля. Чикаго — НЙ Рейнджерс 7:4 - 13 апреля. Чикаго — НЙ Рейнджерс 3:1 - 14 апреля. НЙ Рейнджерс — Чикаго 1:2 - 16 апреля. Чикаго — НЙ Рейнджерс 4:1 Итог серии: НЙ Рейнджерс — Чикаго 2-4                                                        | - 4 апреля. Лос-Анджелес — Миннесота 2:1 - 6 апреля. Лос-Анджелес — Миннесота 2:0 - 9 апреля. Миннесота — Лос-Анджелес 7:5 - 11 апреля. Миннесота — Лос-Анджелес 3:2 - 13 апреля. Лос-Анджелес — Миннесота 3:2 - 16 апреля. Миннесота — Лос-Анджелес 4:3 ОТ - 18 апреля. Лос-Анджелес — Миннесота 4:9 Итог серии: Лос-Анджелес — Миннесота 3-4 |

### ½ финала
| - 21 апреля. Ст. Луис — Миннесота 5:3 - 22 апреля. Миннесота — Ст. Луис 3:2 ОТ - 25 апреля. Ст. Луис — Миннесота 1:5 - 27 апреля. Ст. Луис — Миннесота 4:3 ОТ - 29 апреля. Ст. Луис — Миннесота 3:2 ОТ - 1 мая. Миннесота — Ст. Луис 5:1 - 3 мая. Ст. Луис — Миннесота 2:1 2ОТ Итог серии: Ст. Луис — Миннесота 4-3 | - 18 апреля. Монреаль — Чикаго 9:2 - 20 апреля. Монреаль — Чикаго 4:1 - 23 апреля. Чикаго — Монреаль 2:4 - 25 апреля. Чикаго — Монреаль 2:1 - 28 апреля. Монреаль — Чикаго 4:3 ОТ Итог серии: Монреаль — Чикаго 4-1 |

### Финал
- 5 мая. Ст. Луис — Монреаль 2:3 ОТ
- 7 мая. Ст. Луис — Монреаль 0:1
- 9 мая. Монреаль — Ст. Луис 4:3 ОТ
- 11 мая. Монреаль — Ст. Луис 3:2

Итог серии: Ст. Луис — Монреаль 0-4

## Статистика
По итогам регулярного чемпионата
- Очки

1. Стэн Микита (Чикаго) — 87

- Голы

1. Стэн Микита (Чикаго) — 40

- Передачи

1. Фил Эспозито (Бостон) — 49

- Штраф

1. Гэри Дорнхёфер (Филадельфия) — 134

## Индивидуальные призы
| Приз                                                            | Победители                                 |
| --------------------------------------------------------------- | ------------------------------------------ |
| Харт Трофи (лучшему игроку сезона)                              | Стэн Микита (Чикаго)                       |
| Везина Трофи (лучшему вратарю)                                  | Гамп Уорсли и Роже Вашон (Монреаль)        |
| Джэймс Норрис Трофи (лучшему защитнику)                         | Бобби Орр (Бостон)                         |
| Лэди Бинг Трофи (за джентльменскую игру)                        | Стэн Микита (Чикаго)                       |
| Калдер Мемориал Трофи (лучшему новичку)                         | Дерек Сандерсон (Бостон)                   |
| Конн Смайт Трофи (лучшему игроку плей-оффа)                     | Гленн Холл (Ст. Луис)                      |
| Билл Мастертон Трофи (за мастерство и преданность хоккею)       | Клод Прово (Монреаль)                      |
| Лестер Патрик Трофи (за выдающийся вклад развития хоккея в США) | Томас Локарт, Уолтер Браун, Джон Килпатрик |
| Арт Росс Трофи (лучшему бомбардиру)                             | Стэн Микита (Чикаго)                       |